# 라스굴라

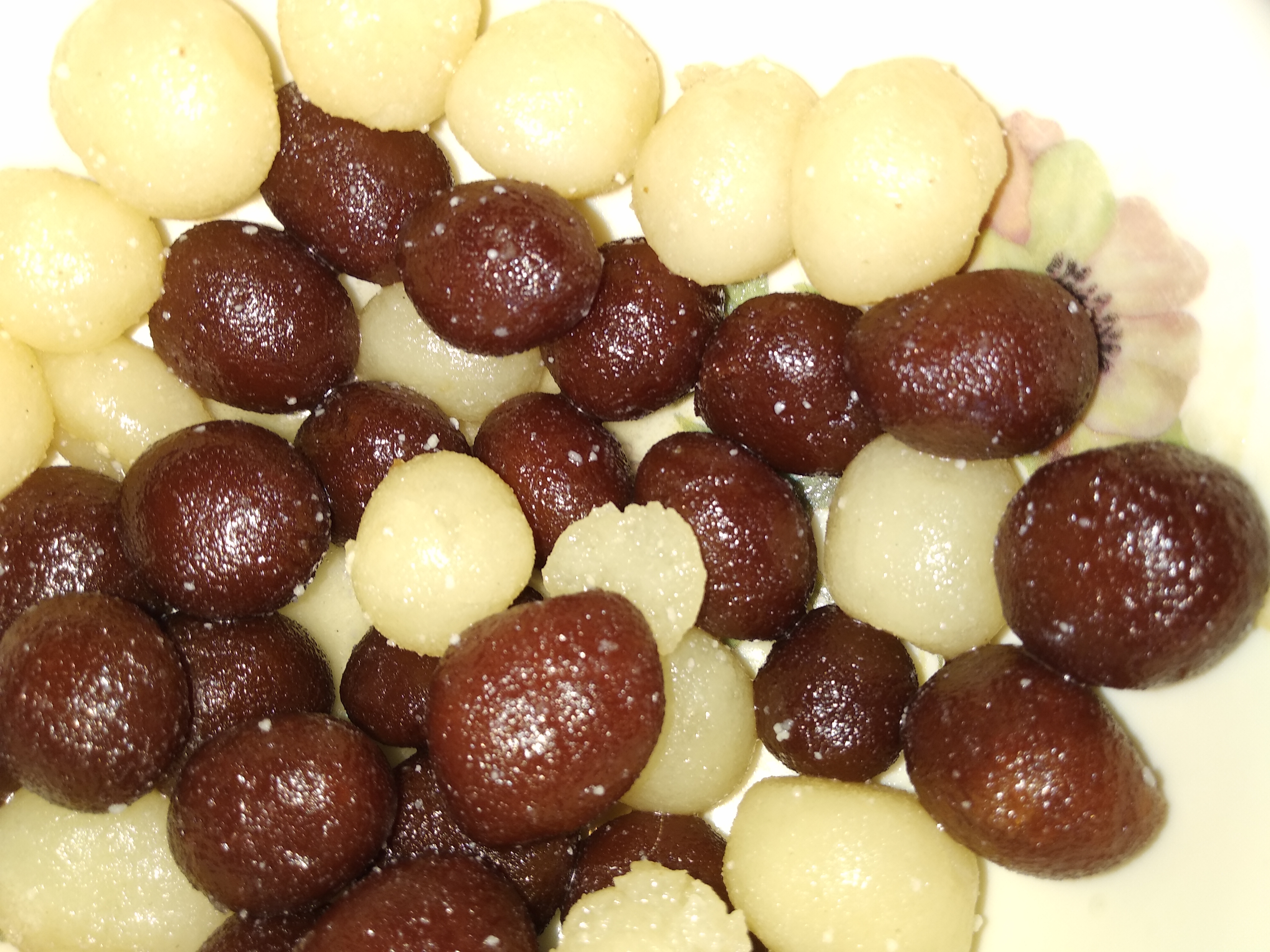
Rasgulla와 Gulab Jamun

라스굴라(힌디어: रसगुल्ला, 벵골어: রসগোল্লা 로스골라, 오리야어: ରସଗୋଲା 라사골라)는 남아시아의 후식이다.

## 만들기
둥글게 빚은 체나를 설탕 시럽에 끓여 만든다.

## 같이 보기
- 굴랍자문
- 라스말라이